# 마르크 메자르

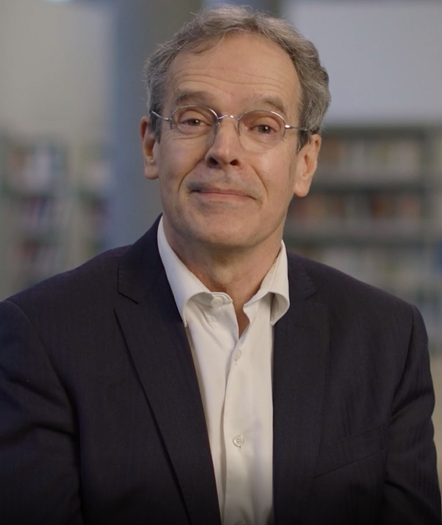

마르크 메자르(프랑스어: Marc Mézard, 1957년 8월 29일 ~ )는 프랑스의 물리학자이다. 메자르는 고등사범학교의 교장이다.
메자르는 170개의 학술 논문을 저술했으며 두 권의 책을 공동 집필했다.
2020년 3월, 코로나바이러스감염증-19에 감염된 것으로 확인되었다.